# Donje rublje
Donje rublje je vrsta odjeće, koja se nosi ispod ostale odjeće, obično na golu kožu. Ima ulogu zaštite od hladnoće, daje oblik i potporu pojedinim dijelovima tijela. Neki dijelovi donjeg rublja, mogu dobiti i novu namjenu, ako su drugačije dizajnirani npr. biti dio kupaćeg kostima te više nisu samo donje rublje.  
Određene komade donjeg rublja poput grudnjaka nose samo žene. Mnoge komade donjeg rublja poput potkošulje nose oba spola, ali se ipak razlikuju po kroju. Donje rublje se izrađuje od raznim materijala kao što su: pamuk, čipka, svila, poliester i dr.

## Vrste donjeg rublja
- Grudnjak
- Gaće
- Bokserice
- Tange
- Duge gaće
- Potkošulja
- Korzet
- Čarape
- Najlonske čarape